# 本郷町 (八王子市)
本郷町（ほんごうちょう）は東京都八王子市の町名。丁番を持たない単独町名であり、住居表示実施済区域。郵便番号は192-0052（八王子郵便局管区）。

## 地理
東に大横町、西に八木町と元本郷町、南に八幡町、北に平岡町と隣接している。

## 歴史

### 地名の由来
江戸期の八王子横山十五宿の一つであった本郷宿を由来とする。

### 沿革
- 1882年(明治15年) - 7月 - 町村分合により江戸期の本郷宿を八王子本郷町と改称[5]。
- 1889年(明治22年) - 町村制施行により八王子町成立。本郷町となる[5]。
- 1912年(大正元年) 10月1日 - 町名改正により、町名が確定[5]。
- 1968年(昭和43年) 5月1日 - 住居表示実施[1][5]。

## 世帯数と人口
2023年（令和5年）10月31日現在の世帯数と人口は以下の通りである。
| 町丁   | 世帯数  | 人口  |
| ------ | ------- | ----- |
| 本郷町 | 303世帯 | 531人 |

## 小・中学校の学区
市立小・中学校に通う場合、学区は以下の通りとなる。
| 番地 | 小学校               | 中学校               |
| ---- | -------------------- | -------------------- |
| 全域 | 八王子市立第二小学校 | 八王子市立第四中学校 |

## 交通

### 鉄道
町域内に駅は存在しない。最寄り駅はJR八王子駅と西八王子駅となっている。

### 道路
- 東京都道31号青梅あきる野線(秋川街道)：本郷町の西端部を南北に通過する。
- いちょうホール通り：本郷町の北端部を東西に通過する。

## 施設
- ほんごう公園
- 本郷西公園